# Русский язык в Японии

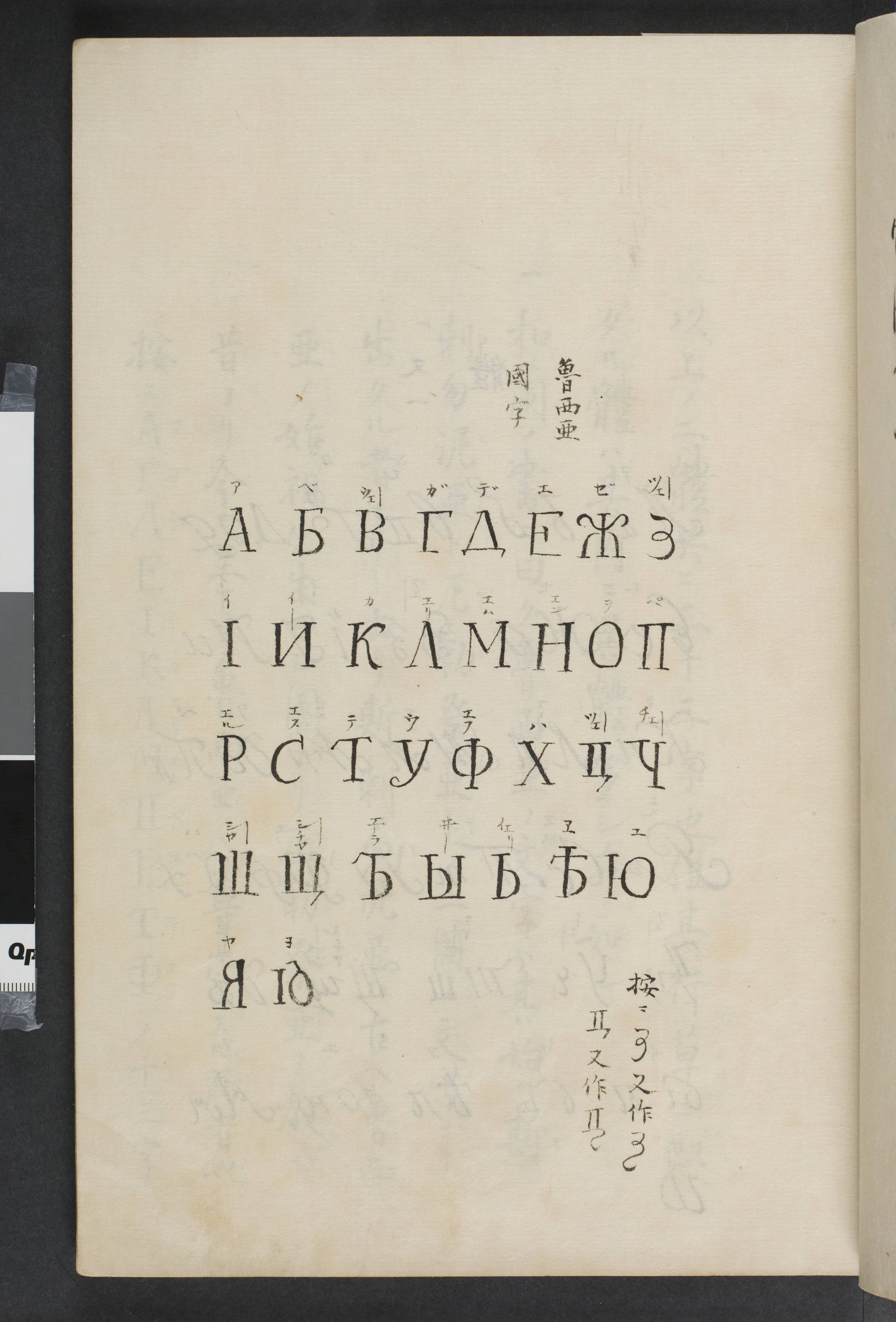
Страница из японской книги «Канкай ибун» 1807 года с перечислением букв русского алфавита

Русский язык в Японии является одним из самых популярных среди иностранных. Его изучают в каждом десятом японском вузе, а общее число студентов, одновременно изучающих русский в данных вузах, составляет около 2000 человек. История межъязыковых культурных связей началась почти 300 лет назад, но подлинный интерес к изучению русского японцы изъявили лишь с началом модернизации страны.

## История русистики в Японии

### Российская империя

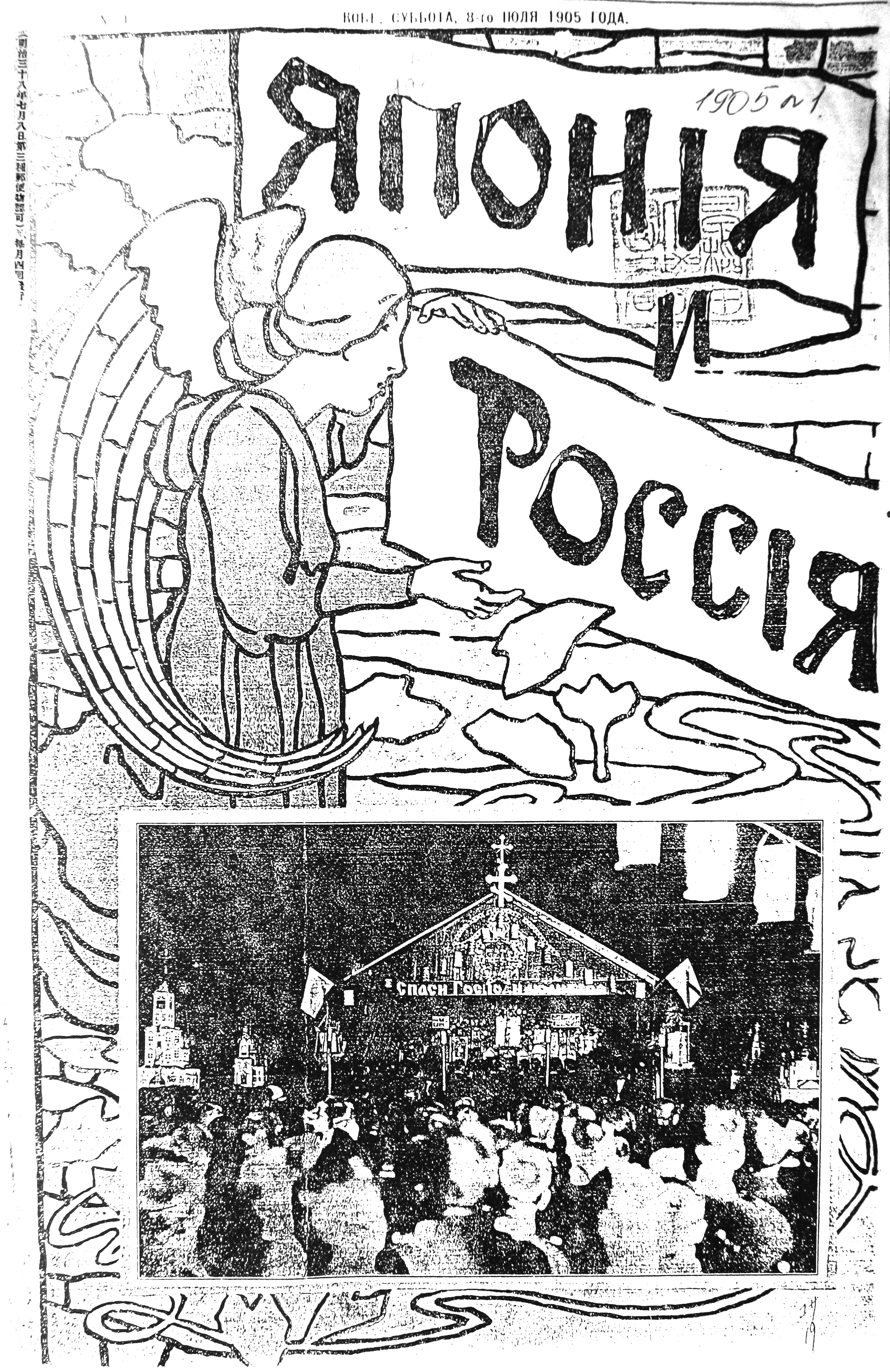
Газета «Япония и Россия», выходившая в городе Кобе для русских военнопленных

Лев Мечников, в 1874—1876 годах преподававший русский язык в Японии

Первый русско-японский словарь составил в XVIII веке японский моряк по имени Гондза (яп. ゴンザ編 гондза хэн), который после кораблекрушения нашёл приют в России. Труд его был переиздан в 1985 году в Токио под названием «Новый лексикон славено-японский» (яп. 新スラヴ・日本語辞典 син сураву нихонго дзитэн).
После заключения в 1855 году русско-японского договора о границах, а в 1858-м — соглашения о морской торговле в городе Хакодате было основано консульство Российской империи. При нём была открыта первая в стране православная церковь — Церковь Воскресения Христова, настоятелем в которой был Иван Касаткин, выпускник Санкт-Петербургской духовной академии. 1861 годом, когда он прибыл в Японию, датируется начало истории православия в этой стране. За семь лет миссионерской деятельности Святой Николай Японский (именно так теперь известен Касаткин) успел в совершенстве овладеть местной литературой, религией и языком. Это позволило Святому Николаю открыть Духовную семинарию, где японцы знакомились не только с основами православия, но и русским языком и культурой. Первые же выпускники семинарии — Мацуи Дзюро, Мий Митиро, Сэнума Какусабуро — отправились на дальнейшее обучение в Санкт-Петербург. В школе Святого Николая были воспитаны целые поколения японцев-русистов, самые известные среди которых — Кониси Масутаро (переводчик русской классической литературы), Сато Ёсихару (близко знавший Максима Горького) и Нобори Сёму (известный журналист, правительственный чиновник и работник университетов Васэда и Нихон). Помимо Семинарии, св.Николай организовал женскую школу, где, в частности, училась, а затем и преподавала жена директора семинарии известная переводчица произведений А.П.Чехова Елена Ямада (лит.псевдоним Сэнума Каё).
Также значительный вклад в дело преподавания русского языка внёс писатель Футабатэй Симэй, ученики которого составили авторитетные русско-японские словари.
Русско-японская война вызвала значительный интерес к Российской империи. Именно в это время начинается преподавание русского языка в университетах. Правда, отсутствие официальных связей между странами не лучшим образом сказывалось на качестве учебных программ и учебников.

### Советский Союз
Октябрьская революция и основание Советского Союза способствовали развитию двусторонних отношений в области экономики и культуры. Преподавание в этот период имеет прежде всего практическую направленность. В качестве учебных пособий использовались произведения русской классики, прежде всего Александра Пушкина.
С восстановлением в 1956 году дипломатических отношений между двумя странами началась новая веха в японской русистике. Требование знать русский язык стали предъявлять некоторые коммерческие организации при устройстве на работу. В страну стали приезжать балетные труппы, устраивались показы советского кино, концерты устраивал Мстислав Ростропович. После полёта Юрия Гагарина в космос особое внимание культуре северного соседа стала уделять техническая интеллигенция.
В СССР развилось новое направление лингводидактики — русский язык как иностранный. Немало японских молодых людей, очарованных социализмом, обучались в московском Университете дружбы народов. По возвращении на родину многие из них стали видными преподавателями русского.

### Современная Россия

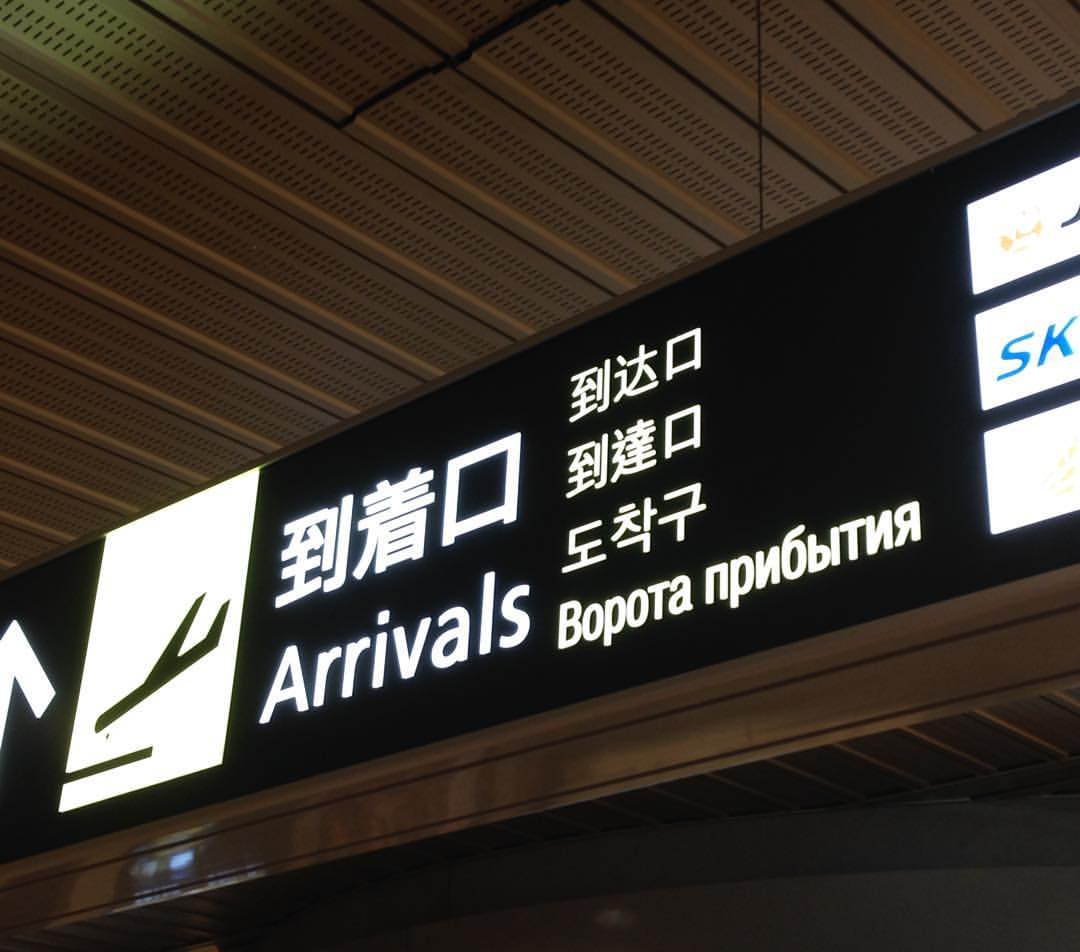
Надпись на русском языке в Новом аэропорту Титосе

После распада СССР российско-японские торгово-экономические отношения пошли на убыль, отношение к России приобрело преимущественно негативную окраску, а статус русского языка значительно упал. В результате многие из тех специалистов, которые изучали русский язык, не могут найти применение своим знаниям.
Тем не менее академическая среда Страны восходящего солнца отличается достаточно высокой консервативностью. Несмотря на отсутствие явного бизнес-интереса, ещё с советских времён работает большое количество языковых кафедр и довольно избыточный преподавательский состав. По этой причине действует ещё достаточно большое количество заведений, где преподают русский язык: 116 университетов (10 % от всех по стране), причём в 24 из них его изучение обязательно. Наиболее известным заведением является Токийский институт русского языка, который за 50 лет работы успел подготовить более 30 тысяч русскоязычных японцев.
Качество изучения русского остаётся на достаточно низком уровне. На обучение в вузах выделяется только два часа в неделю на протяжении двух или трёх лет. В некоторых случаях количество часов сокращается, а число студентов, наоборот, растёт. Иногда часы оставляют лишь для того, чтобы сохранить место работы преподавателю.
Русский язык включён в учебную программу целого ряда престижных старших школ, в том числе международной школы «Канто», где период обучения языку составляет три года.
Достаточно популярны курсы, которые организуют русскоязычные иммигранты. Проводятся они под эгидой таких организаций, как:
- Центр международных дружеских обменов (ЦМДО). Оказывает помощь в учебных поездках японских студентов в Россию на базе контрактов с МГУ, МГИМО и другими вузами;
- Общество Япония-Россия (ОЯР);
- Общество японо-российских связей (ОЯРС).

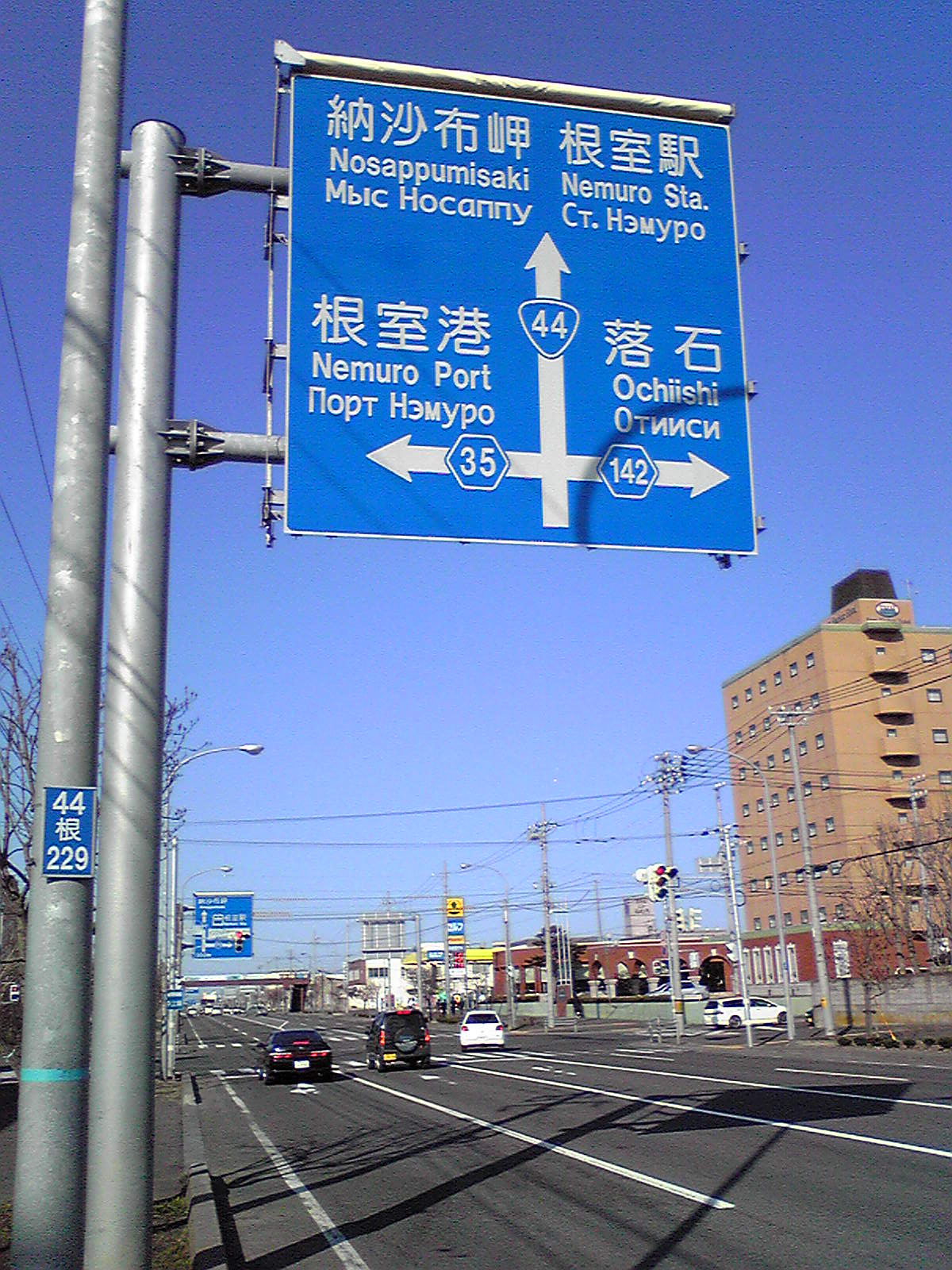
Дорожный знак на русском языке в Немуро, префектура Хоккайдо

В Международной школе города Хакодате на острове Хоккайдо с 1994 года действует отделение Дальневосточного государственного университета. На выбор студентов имеются два варианта программы обучения — на 2 или 4 года. Изучается не только русский язык, но и широкие культурологические аспекты. Преподаватели приезжают из России и дают углублённую подготовку. По состоянию на 2002 год в отделении ДВГУ учились 80 человек. При филиале работают ускоренные курсы для работников госслужб Японии.
По словам специалистов, начавшаяся в Японии реформа образования не лучшим образом скажется на уровне русскоязычия. Иностранные языки, согласно логике реформаторов, рассматриваются как вовсе необязательные. Решение, брать ли конкретный лингвистический курс, теперь будет отдано на откуп лично студентам, поэтому есть вероятность, что сложный для понимания славянский язык будет заброшен в угоду изучению английского, китайского и других. Ожидается сокращение высших учебных заведений, в которых будут преподавать русский — до 24 университетов, где он обязателен к изучению.
Причины, по которым учащиеся изъявляют желание изучить русский язык, могут быть различными:
- более доступный проходной балл, по сравнению с англоязычными курсами;
- ожидания того, что русско-японские экономические отношения выйдут на новый уровень;
- эстетические причины: нравится мелодика русской речи, начертание кириллических букв и так далее;
- интерес к русской культуре.

В Японии действуют представительства российских организаций поддержки русского языка и культуры. В Токио, при посольстве России, открыто представительство Россотрудничества. В 2016 году при Университете Сока был открыт центр фонда «Русский мир» (Русский центр).
Из числа японских организаций большую роль в развитии русистики играют Японская ассоциация русистов, основанная в 1950 году, и Центр славянских исследований Университета Хоккайдо, действующий с 1953 года.
Несмотря на отсутствие положительного образа России у японцев, русский язык остаётся одним из самых популярных среди всех языков в стране. На русском несколько раз в день выходят передачи Радио Японии. Телеуроки по центральным каналам пользуются неизменным рейтингом. В каждом книжном магазине можно найти учебные материалы. На общегосударственном уровне ежегодно организуются две олимпиады по русскому языку. Большим спросом в Японии пользуется Олимпиада СПбГУ по русскому языку как иностранному языку для школьников и студентов.
Точной статистики о количестве русскоязычных в стране нет.

## Заимствования
Слова русского происхождения в японском языке не столь многочисленны, как англоязычные или португальские заимствования. Некоторые русские слова используются в современном японском в совершенно ином значении.
| Катакана       | Русское чтение | От какого слова образовано | Значение в японском языке |
| -------------- | -------------- | -------------------------- | --- |
| アジト         | адзито         | агитпункт                  | злодейское логово |
| バイダルカ     | байдарука      | байдарка                   | байдарка |
| ベルーガ       | бэру:га        | белуха                     | белуха |
| ブリヌイ       | бирунуй        | блины                      | блины |
| イクラ         | икура          | икра                       | красная икра |
| インテリ       | интэри         | интеллигенция              | интеллигенция |
| ウォッカ       | вокка          | водка                      | водка |
| カチューシャ   | катю:ся        | Катюша                     | Ободок для волос. Также Песня Катюши, национальный хит Японии 1914 года. Некоторые историки музыки считают его первым образцом современной японской поп-музыки. |
| キオスク       | киосуку        | киоск                      | киоск, ларёк |
| コンビナート   | комбина:то     | комбинат                   | комбинат |
| コルバサ       | корубаса       | колбаса                    | колбаса, сосиски |
| マズート       | мадзу:то       | мазут                      | мазут |
| ポリニヤ       | пориния        | полынья                    | полынья |
| ノルマ         | норума         | норма                      | норма, производственная квота |
| サンボ         | самбо          | самбо                      | самбо |
| セイウチ       | сэйути         | сивуч                      | морж |
| ピロシキ       | пиросики       | пирожки                    | пирожок |
| ペチカ         | пэтика         | печка                      | русская печь, зимостойкие сорта садовой земляники |
| サミズダト     | самидзудато    | самиздат                   | неофициальное издание, нецензурированная литература |
| ステッポ       | сутэппо        | степь                      | степь |
| タイガ         | тайга          | тайга                      | тайга |
| トカマク       | токамаку       | токамак                    | токамак |
| トーチカ       | то:тика        | точка                      | ДОТ, бункер, блиндаж |
| チェルノーゼム | чэруно:дзэму   | чернозём                   | плодородная почва, чернозём |

## Тестирование
Тестирование по русскому языку как иностранному (ТРКИ) в Японии проводят специалисты Санкт-Петербургского государственного университета, уполномоченного на проведение тестирования Приказом Министерства образования и науки Российской Федерации от 28 октября 2014 года № 1394.
Как международный экзамен на определение уровня владения языком ТРКИ позволяет подтвердить один из 6 уровней, соответствующих Общеевропейским компетенциям владения иностранным языком (CEFR), а именно:
- А1 (ТЭУ: элементарный уровень),
- А2 (ТБУ: базовый уровень),
- B1 (ТРКИ-I: первый уровень),
- B2 (ТРКИ-II: второй уровень),
- C1 (ТРКИ-III: третий уровень),
- C2 (ТРКИ-IV: четвертый уровень).

Для подготовки к тестированию в Японии существует специальное пособие «Лестница успеха», которое включает в себя лексический минимум, необходимый для успешного прохождения тестирования, подготовительные аудиоматериалы, советы и рекомендации. Дополнительные материалы для подготовки к тестированию по всем уровням размещены на сайте СПбГУ. Кроме того, для участников тестирования проводят дополнительные консультации.
Помимо общего государственного тестирования, в Японии проходят специальные тесты по русскому языку как иностранному Санкт-Петербургского государственного университета, определяющие уровень владения русским языком в сфере делового общения, а также тесты для детей-билингвов. Тестирование проходит каждый год в конце августа при организационно-техническом обеспечении Японской ассоциации культурных связей с зарубежными странами (г. Токио). Сама процедура тестирования занимает 3 дня. После этого работы тестируемых оценивают и направляют в Центр языкового тестирования СПбГУ для контроля. Результаты тестирования становятся известны его участникам в течение 3 недель с даты проведения теста.
В Токио оно проводится ежегодно начиная с 2002 года на протяжении трёх дней в конце августа. На выбор доступны шесть уровней сложности. В помощь изучающим язык было составлено пособие под названием «Лестница успеха», которое включает минимальный список необходимых слов, аудиоматериалы и практические рекомендации. Первоначально на проверку знаний давался каждому студенту лишь один день, что серьезно осложняло задачу. Начиная с 2009 года всем сдающим тесты от 2-го до 4-го уровня включительно разрешено распределить нагрузку на два дня. Число сдающих экзамен увеличилось в 2002 по 2010 год в 6 раз — с 11 до 66 человек.
С 2002 года число тестируемых увеличилось в 13 раз. Так, если в первой тестовой сессии в Японии участвовали 11 человек, то в 2015 году её прошли уже более 130, а в 2019 году количество тестируемых составляет более 500 в год.